# Михайлов, Александр Алексеевич (литературовед)
Александр Алексеевич Михайлов (1922—2003) — советский и российский литературный критик, литературовед, доктор филологических наук, главный редактор.

## Биография
Родился в крестьянско-рыбацкой семье. Отец — бригадир колхозных рыбаков. Мать (девичья фамилия — Хаймина) — воспитывала 11 детей. Окончил Нарьян-Марскую школу, затем военное училище в Архангельске.
В 1941 году был призван. Окончив в 1942 году военно-инженерное училище, воевал на Карельском и 2-м Белорусском фронтах. В августе 1942 года получил тяжёлое ранение. Потом был ранен ещё три раза. Войну завершил командиром батальона. Награждён орденами и медалями. На фронте вступил в партию.
Вернувшись после фронта на родину, работал секретарем окружкома комсомола.
В 1947 году поступил в Архангельский педагогический институт на историко-филологический факультет, который окончил в 1951 году.
По окончании института, в 1951 году, работал учителем в школе № 22, главным редактором Архангельского книжного издательства, заведующим сектором культуры обкома КПСС.
В 1957 году переехал в Москву, поступил в аспирантуру Академии общественных наук при ЦК КПСС, которую окончил в 1960 году.
С 1960 по 1965 год работал в отделе культуры ЦК КПСС.
В 1965 году начал преподавать в Литературном институте им. А. М. Горького, прошёл путь от ассистента до первого проректора. Он оказался в гуще литературной жизни, в тесном общении с писателями. Предметом постоянных раздумий А. Михайлов избирает новейшую советскую поэзию, публикуя в газетах и журналах много статей и рецензий.
В 1977 году возглавлял возрождённый журнал «Литературная учёба». По словам Вячеслава Огрызко, «возрожденческий проект во многом провалил критик Ал. Михайлов. <…> ставка была сделана в основном на дебюты комсомольских авторов с рабочей биографией, которые сопровождались не столько подробными анализами бескомпромиссных авторов, сколько пафосной демагогией бездарных литературных начальников. Михайлов как огня боялся всего острого и непривычного. Он так и не смог победить в себе осторожного партфункционера».
В 1969—1991 годах занимал ответственный пост вице-президента Международной ассоциации литературных критиков и достойно представлял нашу страну за рубежом на различных литературных симпозиумах и форумах.
В 1986 году ушёл с должности главреда «Литературной учёбы» и стал «рабочим» секретарём Союза писателей СССР, а спустя год победил на выборах Евгения Евтушенко и стал на три года руководителем Московской писательской организации.
В конце 1980-х годов передал в дар родному Архангельскому институту часть своей библиотеки, в которой почти 4000 книг с автографами советских писателей и поэтов, чьи книги он рецензировал, кому давал путевку в литературную жизнь.
Внес большой вклад в преобразование Архангельского пединститута в классический университет и по праву в 1993 году стал почетным доктором Поморского государственного университета им. М. В. Ломоносова.
В 2002 году литературная общественность широко отметила 80-летие Александра Алексеевича. Поздравления северян звучали в Москве, где проходило чествование юбиляра. Он планировал приехать в Архангельск на 70-летний юбилей альма-матер, не пришлось — не пустили врачи.
7 апреля 2003 года на 82-м году жизни доктор филологических наук, профессор Александр Алексеевич Михайлов скончался в Москве. Похоронен на кладбище «Ракитки».

## Литературная деятельность
Живя в Архангельске, Михайлов с головой ушел в жизнь литературного Севера.
В областной газете «Правда Севера» в 1952 году были опубликованы рецензии на книги Е. Коковина «Детство в Соломбале», М. Голубковой и Н. Леонтьева «Два века в полвека». Его статьи тех лет посвящены осмыслению литературных процессов, которые происходили на отчей земле, на берегах Печоры.
В 1954 году в Архангельском книжном издательстве вышла первая книга «От устной поэзии — к литературе». Автор исследовал характерное явление — взаимодействие литературы и фольклора, которое особенно ярко проявилось именно на северной земле, являющейся сокровищницей устной народной поэзии.
В 1961 году вышла его книга «Север в литературе», в которой он выявил наиболее существенные особенности в развитии словесного искусства на Архангельском Севере.
В Москве Михайлов оказался в гуще литературной жизни, в тесном общении с писателями. Предметом постоянных раздумий А. Михайлов избирает новейшую советскую поэзию, публикуя в газетах и журналах много статей и рецензий.
В шестидесятых и семидесятых годах в различных центральных издательствах выходит ряд критических работ Александра Михайлова. Наиболее значительные из них — «Лирика сердца и разума» (1965), «Факел любви» (1968), «Живут на Руси поэты» (1973), «Поэты и поэзия» (1978). В этих работах дана широкая картина развития современной русской советской поэзии с её ведущими тенденциями и закономерностями. Критик пристально исследует творчество поэтов разных поколений, выявляя тесную взаимосвязь между ними, формы преемственности, пути новаторства.
В начале семидесятых годов в московских издательствах выходят книги Михайлова «Андрей Вознесенский» (1970) и «Степная песнь. Поэзия П. Васильева» (1971) — первые капитальные работы о творчестве этих крупных мастеров поэтического слова. В последующие годы критик продолжает разработку литературных портретов, создавая ряд новых монографических исследований: «Александр Яшин» (1975), «Евгений Винокуров. Разборы. Диалоги. Полемика» (1975), «Константин Ваншенкин. Очерк поэзии» (1979). Всего им написано более 700 печатных работ, в том числе 30 книг.
Критик горячего общественного темперамента, он пристрастен к дискуссиям, полемике, внимателен к новым литературным веяниям, ко всему свежему в искусстве. Отсюда стремление разнообразить и сами формы критических разборов, пути анализа произведений. Эти тенденции особенно ярко проявились в работах критика «Тайны поэзии : книга критических эссе» (1980), «Два ключа : литературные споры» (1981). Работы Михайлова переведены на английский, французский, немецкий, испанский, словацкий, польский и другие иностранные языки, изданы за рубежом.
В Северо-Западном издательстве дважды выходила его «Северная тетрадь» (1976, 1980) — очерки о родном крае, о северной литературе, о своих земляках и товарищах. Художественной культуре и словесному искусству Севера посвящены книги «Север в литературе» (1961); «Иван Меньшиков : лит. портрет» (1959) и ряд статей.

Доброжелательно и требовательно рассматривал творчество Ф. А. Абрамова, Н. К. Жернакова, В. В. Личутина, Н. М. Рубцова, О. А. Фокиной, других писателей и поэтов-северян.

## Награды
Боевые награды: Орден Отечественной войны I степени (10 августа 1943 года), Орден Красной Звезды (30 ноября 1944 года), Орден Отечественной войны II степени (10 апреля 1945 года).
За литературную деятельность награждён орденами Трудового Красного Знамени, Дружбы народов и «Знак Почета». Лауреат премии АН СССР имени Н. А. Добролюбова.

## Увлечения
Увлекался театром, выступал со сцены с собственными стихами.

Серьезно интересовался спортом. Был болельщиком команды ЦСКА.

## Сочинения
- Андрей Вознесенский. Этюды. — М.: Худож. лит., 1970. — 191 с.
- Степная песнь. Поэзия П. Васильева. — М.: Советский писатель, 1971. — 280 с.
- Евгений Винокуров. Разборы. Диалоги. Полемика. — М.: Советский писатель, 1975. — 312 с. : ил.
- Северная тетрадь. О родном крае, о литературе, о товарищах, о себе. — Архангельск : Северо-Западное книжное издательство, 1976. — 175 с. : портр.
- Маяковский. — М.: Молодая гвардия, 1988. — 558 с. — (Жизнь замечательных людей). — ISBN 5-235-00589-9.
- Точка пули в конце (Жизнь Маяковского). — М.: Планета, 1993. — 544 с. — ISBN 5-85250-576-5.